# Lagkadas (Thessaloniki)
Lagkadas (Grieks: Λαγκαδάς) is sedert 2011 een fusiegemeente (dimos) in de Griekse regionale eenheid (periferiaki enotita) Thessaloniki, bestuurlijke regio (periferia) Centraal-Macedonië.
De zeven deelgemeenten (dimotiki enotita) van deze gemeente zijn:
- Assiros (Άσσηρος)
- Kallindoia (Καλλίνδοια)
- Koroneia (Κορώνεια)
- Lachanas (Λαχανάς)
- Lagkadas (Λαγκαδάς)
- Sochos (Σοχός)
- Vertiskos (Βερτίσκος)